# 다이바오후이

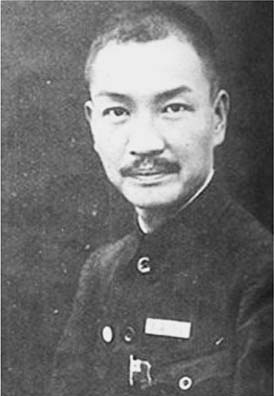
친척 종질 다이지타오(戴季陶, 대계도, 1890.11.26.~1949.02.12.) 전직 중국국민당 선전부장 겸 당무위원

다이바오후이(戴寶輝(대보휘), 1876년 2월 12일 ~ 1952년 2월 29일)는 청나라 시대 말기의 관료 겸 정치인 등으로 활동한 국민정부 중화민국 초기 시대 시문학가 겸 서예가이다.

## 생애

### 별칭
자(字)는 보쉔(伯璇, 백선).

### 주요 이력
청나라 구이저우 성 구이양에서 출생하여 지난날 한때 청나라 장쑤 성 상하이에서 잠시 유아기를 보낸 적이 있는 그는 1904년 28세 시절, 진사시 입격(합격)하여 청나라 관직 출사한 그는 5년 후 1909년 청나라 관직 은퇴하였다. 그 후 1911년 푸젠 성 푸저우에서 신해혁명을 목도하였으며 그 후로는 중화민국 야인 성향 시문학가 겸 서예가 등으로 활동한 그는 1912년 1월, 항저우(저장 성)로 이주하였다가 1916년 7월, 난징(장쑤 성)을 거쳐 광저우(광둥 성)로 이주하였다. 그 후 광저우에서 시문학가 겸 서예가 등으로 활동하다가 1948년 1월 6일, 공산당의 중국 대륙 본토 승리 전개가 임박해지자 당시 72세 노구임에도 불구하고 친가 직계 일가족들과 함께 동반하여 대륙 본토를 떠나 타이완 성 타이베이로 이주하였다. 그 후 대만(臺灣)의 시문학가 겸 서예가 1세대 원로 등으로 추앙을 받았다.

### 만년
타이완으로 건너간지도 4년 후가 지난 1952년 2월 29일 중화민국 타이베이에서 향년 76세로 하세하였다.